# Stefan Aust
Stefan Aust (Stade, 1º luglio 1946) è un giornalista tedesco.
È stato redattore capo del settimanale di notizie Der Spiegel dal 1994 fino al febbraio del 2008 ed è stato editore del quotidiano conservatore Die Welt dal 2014 e direttore del giornale stesso fino al dicembre 2016.

## Vita e formazione
Stefan Aust è nato a Stade, in Bassa Sassonia, figlio del contadino Reinhard Aust e di sua moglie Ilse. Insieme a quattro fratelli è cresciuto in un piccolo caseificio che la sua famiglia ha gestito fino ai primi anni 60. Suo padre emigrò in America all'età di 18 anni e tornò in Germania nell'estate del 1939. Suo nonno era un commerciante e armatore.
Aust si è diplomato al liceo dell'Ateneo di Stade e ha iniziato la sua avventura giornalistica lavorando per il giornale scolastico locale "Wir", attraverso il quale ha conosciuto anche il giornalista Henryk M. Broder. Aust ha abbandonato gli studi di economia dopo poche settimane.

## Carriera

### Esordi
Grazie alla conoscenza di Wolfgang Röhl, il fratello minore di Klaus Rainer Röhl, che ha incontrato scrivendo per il giornale della scuola, Aust, dopo il diploma di scuola superiore, passò alla rivista "konkret", dove inizialmente era responsabile dell'impaginazione delle riviste. Dal 1966 al 1969 Aust ha poi lavorato come redattore per la rivista e successivamente per il "St. Pauli-Nachrichten". Nel 1969, Aust si è spostato negli Stati Uniti per sei mesi.
Dal 1970 ha lavorato per il Norddeutscher Rundfunk.
Dal 2014 è editore del quotidiano conservatore Die Welt . Fino a dicembre 2016 è stato anche direttore del giornale. È stato redattore capo del settimanale di attualità Der Spiegel dal 1994 al febbraio 2008.
Due dei libri di Aust sono stati trasformati in film: "Der Pirat" (Il pirata) - 1997 di Bernd Schadewald e "Der Baader Meinhof Komplex" (La banda Baader Meinhof) -2008 di Uli Edel.

## Opere
- Kennwort 100 Blumen – Verwicklung des Verfassungsschutzes in den Mordfall Ulrich Schmücker. Konkret Literatur Verlag, Hamburg 1980. ISBN 3-922144-04-7
- Hausbesetzer: Wofür sie kämpfen, wie sie leben und wie sie leben wollen. Hoffmann und Campe, Hamburg 1981. ISBN 3-455-08765-5 (with Sabine Rosenbladt)
- Brokdorf: Symbol einer politischen Wende. Hoffmann und Campe, Hamburg 1981. ISBN 3-455-08782-5
- Der Baader Meinhof Komplex. Hoffmann und Campe, Hamburg 1985. ISBN 3-455-08253-X (expanded: 1997, ISBN 3-455-11230-7; paperback 1998, ISBN 3-442-12953-2; revised edition 2008, ISBN 978-3-455-50029-5)
- Werner Mauss – ein deutscher Agent. Hoffmann und Campe, Hamburg 1988. ISBN 3-455-08641-1 (revised 1999, ISBN 3-442-12957-5)
- Der Pirat: Die Drogenkarriere des Jan C. Hoffmann und Campe, Hamburg 1990. ISBN 3-455-08367-6 (papareback 2000, ISBN 3-442-15046-9)
- Die Flucht: Über die Vertreibung der Deutschen aus dem Osten. Spiegel-Buchverlag, Hamburg 2002. ISBN 3-421-05682-X
- Der Lockvogel: Die tödliche Geschichte eines V-Mannes zwischen Verfassungsschutz und Terrorismus. Rowohlt, Reinbek 2002. ISBN 3-498-00063-2 (paperback 2003, ISBN 3-499-61638-6)
- 11. September. Geschichte eines Terrorangriffs. DVA, Stuttgart 2002. ISBN 3-421-05656-0 (with Cordt Schnibben)
- Irak: Geschichte eines modernen Krieges. Spiegel-Buchverlag, Hamburg 2003. ISBN 3-421-05804-0 (edited with Cordt Schnibben)
- Die Gegenwart der Vergangenheit: Der lange Schatten des Dritten Reichs. DVA, München 2004. ISBN 3-421-05754-0 (edited with Gerhard Spörl)
- Der Fall Deutschland: Abstieg eines Superstars. Piper, München 2005. ISBN 3-492-04831-5 (with Claus Richter, Gabor Steingart, Matthias Ziemann)
- Wettlauf um die Welt: Die Globalisierung und wir. Piper, München 2007. ISBN 978-3-492-05032-6 (with Claus Richter, Matthias Ziemann)
- Hitler's erster Feind: Der Kampf des Konrad Heiden. Rowohlt, Berlin 2016. ISBN 349800090X